# 藤野喜兵衛 (初代)
初代 藤野 喜兵衛（ふじの きへい、明和7年（1770年） - 文政11年9月3日（1828年10月11日）は、江戸時代後期、高田屋嘉兵衛とほぼ同時期に蝦夷地に進出した近江商人・藤野喜兵衛家の初代。屋号は柏屋。

## 生涯
初代藤野喜兵衛は明和7年（1770年）、近江国愛知郡（後の日枝村、現滋賀県犬上郡豊郷町）の商人4代目藤野四郎兵衛の次男として生まれ、諱は喜昌と言う。天明元年（1781年）初めて蝦夷地に渡り、福山（現北海道松前町字福山）で義兄宮川清右衛門（屋号萬屋）の店に丁稚奉公し、寛政12年（1800年）独立して松前城下の松ヶ崎に店を開き、屋号を『柏屋』・商標を『又の字の下に十（通称又十）』とし、物産販売・海運業を始めた。
順調に家業は伸び船7隻を保有する迄になり、文化3年（1806年）に余市場所を請け負い場所請負商人となった。文化5年（1808年）には宗谷・枝幸・常呂・網走・斜里場所などの漁場を、また文化14年（1821年）には国後場所も請け負った。柏屋は数年で松前有数の豪商へと成長し、オホーツク海沿岸漁場の請負は慶應3年（1867年）迄続いた。
蝦夷地は寛政11年（1799年）に東蝦夷地、文化4年（1807年）には西蝦夷地が天領となり松前奉行が置かれた（松前藩は陸奥国伊達郡梁川に移封）。藤野家の蝦夷進出はまさに蝦夷地天領の時期に行われた。文政4年（1821年）蝦夷地の大半が松前藩へ返却される際は、藤野家船『常昌丸』が松前藩御用船として買い取られ、文政5年（1822年）藩主（松前章広）一行の松前復帰に用いられ、藤野喜兵衛は藩侯より名字帯刀を許され七人扶持勝手向き御用となった。その後、文政6年（1823年）には利尻・礼文場所も請け負った。
初代喜兵衛は文政9年兄である第5代藤野四郎兵衛が後継ぎなく死去したため、同年6代目として本家藤野四郎兵衛家を継いだ。文政11年（1828年）初代喜兵衛（6代四郎兵衛）が亡くなると長男が7代目藤野四郎兵衛となり、長女の婿養子百次郎が2代目藤野喜兵衛となった。なお、一部資料では初代喜兵衛が本家を継いだことから、喜兵衛を初代四郎兵衛、長男を二代目四郎兵衛としている。